# 20856 Hamzabari
20856 Hamzabari è un asteroide della fascia principale. Scoperto nel 2000, presenta un'orbita caratterizzata da un semiasse maggiore pari a 2,3199459 UA e da un'eccentricità di 0,0682906, inclinata di 6,63594° rispetto all'eclittica.